# Esquipulas, Sunuapa
Esquipulas är en ort i Mexiko.   Den ligger i kommunen Sunuapa och delstaten Chiapas, i den sydöstra delen av landet, 700 km öster om huvudstaden Mexico City. Esquipulas ligger 148 meter över havet och antalet invånare är 178.
Terrängen runt Esquipulas är kuperad söderut, men norrut är den platt. Runt Esquipulas är det ganska glesbefolkat, med 22 invånare per kvadratkilometer. Närmaste större samhälle är Pichucalco, 15,3 km öster om Esquipulas. I omgivningarna runt Esquipulas växer huvudsakligen savannskog.